# Joachim Mugdan
Joachim Mugdan (* 6. Januar 1951 in Buchen) ist ein deutscher Sprachwissenschaftler und Hochschullehrer.

## Leben und Wirken
Nach seiner Reifeprüfung 1969 in Karlsruhe studierte Joachim Mugdan von 1969 bis 1972 Mathematik, Informatik und Linguistik an der Universität Freiburg/Br. und bis 1976 an der Universität Bonn, wo er sich außerdem der Phonetik, Politikwissenschaft, Soziologie und Allgemeine Sprachwissenschaft widmete. 1976 promovierte er zum Dr. phil. bei Johann Knobloch. Von 1977 bis 1979 arbeitete er als wissenschaftlicher Assistent an der Pädagogischen Hochschule Westfalen-Lippe in Münster und von 1980 bis 1987 an der Universität Münster. Im Jahre 1985 habilitierte er sich an der Universität Essen für Germanistik und Sprachwissenschaft und lehrte in Münster nach seiner Umhabilitierung als Professor für Linguistik.
In seinen Veröffentlichungen beschäftigt sich Joachim Mugdan vor allem mit der Morphologie.

## Veröffentlichungen (Auswahl)
- Flexionsmorphologie und Psycholinguistik. Untersuchungen zu sprachlichen Regeln und ihrer Beherrschung durch Aphatiker, Kinder und Ausländer, am Beispiel der deutschen Substantivdeklination (= Tübinger Beiträge zur Linguistik, Bd. 82). Narr, Tübingen 1977, ISBN 3-87808-082-4 (= Dissertation Universität Bonn).
- (mit Henning Bergenholtz): Einführung in die Morphologie. Kohlhammer, Stuttgart 1979, ISBN 3-17-005095-8.
- Grammatik im Wörterbuch: Flexion. In: Germanistische Linguistik, Bd. 82 (1983), H. 1–4, S. 179–237.
- Grammatik im Wörterbuch: Wortbildung. In: Germanistische Linguistik, Bd. 83 (1984), H. 1–3, S. 237–308.
- (mit Henning Bergenholtz): Grammatik im Wörterbuch: Von ja bis Jux. In: Germanistische Linguistik, Bd. 83 (1984), H. 3–6, S. 47–102.
- (Hrsg.): Jan Baudouin de Courtenay / Ausgewählte Werke in deutscher Sprache. Fink, München 1984, ISBN 3-7705-2216-8.
- Jan Baudouin de Courtenay (1845–1929). Leben und Werk. Fink, München 1984, ISBN 3-7705-2215-X.
- Pläne für ein grammatisches Wörterbuch. In: Henning Bergenholtz/Joachim Mugdan (Hrsg.): Lexikographie und Grammatik (= Lexicographica, Series maior, Bd. 3). Niemeyer, Tübingen 1985, S. 187–224, ISBN 3-484-30903-2.
- Zur Typologie zweisprachiger Wörterbücher. In: Gregor Meder (Hrsg.): Worte, Wörter, Wörterbücher (= Lexicographica, Series maior, Bd. 42). Niemeyer, Tübingen 1992, S. 25–48, ISBN 3-484-30942-3.
- Die Anfänge der Phonologie. In: Peter Schmitter (Hrsg.): Sprachtheorien der Neuzeit. Bd. 2 (= Geschichte der Sprachtheorie, Bd. 5). Narr, Tübingen 1996, S. 247–318, ISBN 3-8233-5011-0.
- (Mithrsg.): Morphologie. Zwei Teilbände (= Handbücher zur Sprach- und Kommunikationswissenschaft, Bd. 17). de Gruyter, Berlin 2000/2004, ISBN 978-3-11-019401-2 u. ISBN 978-3-11-019427-2.
- Von Zahl und Alter der Sprachen. Linguistische Anmerkungen zu populären Missverständnissen. In: Ulrich Hermann Waßner (Hrsg.): Lingua et linguae. Festschrift für Clemens-Peter Herbermann zum 60. Geburtstag (= Bochumer Beiträge zur Semiotik, N.F., Bd. 6). Shaker, Aachen 2001, S. 287–306, ISBN 3-8265-8497-X.
- On the origins of the term phoneme. In: Historiographia linguistica, Bd. 38 (2011), H. 1–2, S. 85–110.